# إدغار سوسا (كرة سلة)
إدغار سوسا (بالإنجليزية: Edgar Sosa)‏ مواليد 15 يناير 1988 في سانتو دومينغو، هو لاعب كرة سلة دومينيكي. بدأ مسيرته الاحترافية في سنة 2010. يلعب مع فريق يوفي كازيرتا باسكت في ليغا باسكيت الدرجة الأولى كلاعب هجوم خلفي. يحمل الرقم 4. يبلغ طوله 6 قدم 2 بوصة (1.9 م). حقق المركز الثالث في بطولة أمم الأمريكتين لكرة السلة 2011.

## المسيرة الاحترافية
لعب مع بييلا لكرة السلة في موسم 2010–2011، ثم لعب مع نادي بلد الوليد لكرة السلة في الدوري الإسباني في سنة 2013، ثم لعب مع راتيوفارم أولم في الدوري الألماني في موسم 2013–2014، ثم لعب مع دينامو باسكت ساساري في الدوري الإيطالي في موسم 2014–2015، ثم لعب مع يوفي كازيرتا باسكت في سنة 2016.

## سجل المنافسة
شارك في المنافسات التالية:
- كأس العالم لكرة السلة 2014
- بطولة أمم الأمريكتين لكرة السلة 2013

## الميداليات
| الميدالية | المسابقة                             |
| --------- | ------------------------------------ |
| برونزية   | بطولة أمم الأمريكتين لكرة السلة 2011 |

## إحصائيات المسيرة

### الدوري الأوروبي
| السنة   | الفريق              | لعب | بدأ | دقيقة | ميداني% | ثلاثية | حرة  | ارتداد | صنع | استلاب | تصدي | نقطة | أداء |
| ------- | ------------------- | --- | --- | ----- | ------- | ------ | ---- | ------ | --- | ------ | ---- | ---- | ---- |
| 2014–15 | دينامو باسكت ساساري | 10  | 0   | 22.9  | .361    | .282   | .719 | 1.4    | 4.2 | .3     | .0   | 10.4 | 6.7  |
| المسيرة |                     | 10  | 0   | 22.9  | .361    | .282   | .719 | 1.4    | 4.2 | .3     | .0   | 10.4 | 6.7  |

## روابط خارجية
- إدغار سوسا على موقع الاتحاد الدولي لكرة السلة (الإنجليزية)
- إدغار سوسا على موقع الدوري الأوروبي لكرة السلة (الإنجليزية)
- إدغار سوسا على موقع سبورتس رفرنس (الإنجليزية)
- إدغار سوسا على موقع الدوري الإسباني لكرة السلة (الإسبانية)
- إدغار سوسا على موقع كرة السلة الأوروبية.كوم (الإنجليزية)
- إدغار سوسا على موقع كلية كرة السلة في سبورتس رفرنس.كوم (الإنجليزية)
- إدغار سوسا على موقع ريلجم (الإنجليزية)
- إدغار سوسا على موقع بروبوليرز (الإنجليزية)
- إدغار سوسا على موقع سبورتس رفرنس (الإنجليزية)